# Halina Olewińska
Halina Elżbieta Olewińska z domu Kurowska (ur. 18 stycznia 1951 w Bożewie) – polska polityk, przedsiębiorca, działaczka samorządowa, posłanka na Sejm PRL IX kadencji.

## Życiorys
W 1968 wstąpiła do Zjednoczonego Stronnictwa Ludowego. W 1970 skończyła liceum w Sierpcu. Prowadziła działalność gospodarczą, była właścicielką sklepu w Bożewie koło Sierpca. Następnie przeszła na emeryturę. Zasiadała w Wojewódzkim Komitecie ZSL w Płocku. Działała w PRON. W latach 1985–1989 pełniła mandat posłanki na Sejm PRL IX kadencji w okręgu Płock z ramienia ZSL, zasiadając w Komisji Przemysłu.
W wyborach samorządowych w 2006 została wybrana na radną gminy Mochowo z ramienia Samoobrony RP. W wyborach w 2010 i 2014 uzyskiwała reelekcję jako kandydatka komitetu Nasza Gmina Mochowo. W sierpniu 2017 objęła funkcję wiceprzewodniczącej rady. W wyborach w 2018 z ramienia Polskiego Stronnictwa Ludowego ponownie uzyskała mandat, utrzymując funkcję wiceprzewodniczącej.